# Wilkinsonellus longicentrus
Wilkinsonellus longicentrus är en stekelart som beskrevs av Long och Van Achterberg 2003. Wilkinsonellus longicentrus ingår i släktet Wilkinsonellus och familjen bracksteklar. Inga underarter finns listade i Catalogue of Life.